# Massacro di Hebron del 1994
Il massacro di Hebron del 1994 fu una strage commessa il 25 febbraio 1994 dal terrorista statunitense-israeliano Baruch Goldstein all'interno della tomba dei Patriarchi di Hebron ai danni dei palestinesi musulmani. Il massacro provocò 29 vittime e circa 125 feriti tra i fedeli presenti nella struttura, mentre Goldstein fu picchiato a morte dai superstiti.
La strage avvenne in coincidenza con la festività ebraica del Purim e durante il sacro mese islamico del Ramadan. Le azioni di Goldstein furono fortemente condannate dal governo israeliano, tanto che il Primo ministro Yitzhak Rabin lo definì "degenerato assassino" nonché "una vergogna per il sionismo e un imbarazzo per il giudaismo", e da numerose comunità ebraiche nel mondo, ma alcune comunità coloniali israeliane (inclusa quella di Hebron) lodarono le sue gesta definendolo come un martire.

## I fatti
Baruch Goldstein, un membro d'origine statunitense dell'organizzazione della Lega di Difesa Ebraica, residente a Kiryat Arba, medico ed ex ufficiale dell'esercito, penetrò nella moschea in uniforme, evitando quindi i superficiali controlli militari predisposti, e trucidò a colpi di fucile mitragliatore decine di musulmani impegnati nella preghiera canonica, causando l'esasperata reazione dei sopravvissuti, che linciarono l'attentatore, e della popolazione palestinese.
L'atto sarebbe stato compiuto, secondo alcune fonti, per vendicare l'uccisione di una bambina israeliana ma in realtà in piena coerenza con l'ideologia del kahanismo e della Lega di Difesa Ebraica, quest'ultima sostenne sul proprio sito web che: «non abbiamo vergogna di dire che Goldstein fu membro fondatore dell'organizzazione».

## Vittime
Alla fine della giornata il numero delle vittime fu complessivamente di 60 morti, di cui 29 nella sola moschea della città, di altri 26 palestinesi uccisi dall'esercito israeliano e 5 israeliani uccisi dalla folla.

## Conseguenze
Dopo l'accaduto, la città nel 1997 venne divisa in due settori: Hebron 2 (circa il 20% della città), sotto controllo dell'esercito israeliano, e Hebron 1, affidata al controllo dell'Autorità Palestinese, in accordo con il cosiddetto protocollo di Hebron.